# هتل همپل
هتل همپل (به انگلیسی: Hempel Hotel) یک هتل پنج ستاره لوکس در شهر لندن در انگلستان بود. این هتل نزدیک هاید پارک قرار داشته و طراحی داخلی آن به شدت تحت تاثیر کمینه‌گرایی و رنگ سفید بود. هتل همپل مورد علاقه ویکتوریا بکهام و مایکل جکسون بود که در طول اقامت ایشان در سال ۲۰۰۶ کل هتل برایشان رزرو شد.